# Turnerschaft Asciburgia Würzburg
Die Turnerschaft Asciburgia zu Würzburg ist ein pflichtschlagende und farbentragende Studentenverbindung im Coburger Convent (CC). Die akademische Turnerschaft vereint Studenten und Alumni der Julius-Maximilians-Universität Würzburg und der Technischen Hochschule Würzburg-Schweinfurt. Sie wurde am 18. August 1851 gegründet und ist damit die älteste nichtfusionierte Turnerschaft in Deutschland.

## Couleur, Wappen und Wahlspruch
Die Farben der Turnerschaft Asciburgia sind die Farben der Stadtfahne Aschaffenburgs. Nur die Reihenfolge der Farben wurde im Verlauf der Geschichte von grün-rot-weiß in grün-weiß-rot geändert. Demnach hat das Burschenband die Farben grün-weiß-rot mit silberner Perkussion und das Fuxenband die Farben grün-rot mit silberner Perkussion.
Das Wappen setzt sich aus vier Teilen zusammen: Rechts oben befinden sich die Bundesfarben grün-weiß-rot, links oben der Zirkel auf grünem Grund. Der Zirkel setzt sich wiederum aus mehreren Buchstaben zusammen: v(ivat – es lebe), c(rescat – es wachse), f(loreat – es gedeihe) und der Initiale A(sciburgia – Name der Korporation). Rechts unten im Wappen befinden sich die Farbenschilder Aschaffenburgs, Frankens und Würzburgs (Herbipolis), sowie die Buchstaben A, F, H und links unten zwei gekreuzte Schläger im Lorbeerkranz und das Gründungsdatum 18.VIII.1851 auf rotem Grund.
Der Wahlspruch der Turnerschaft lautet: „Honori et amicitiae“ (dt. Ehre und Freundschaft). Asciburgia vertritt vier Prinzipien: Ehre, Freiheit, Freundschaft, Vaterland.

## Geschichte

### Gründungszeit
Studenten aus Aschaffenburg hatten sich schon frühzeitig in Würzburg zu einer lockeren Gemeinschaft zusammengefunden, aus der eine Stammtischgesellschaft entstand. Viel spricht dafür, dass sich die meisten Mitglieder aus ehemaligen Angehörigen der geheimen Schülerverbindung Concordia am Königlichen Gymnasium in Aschaffenburg rekrutierten. Als am 18. August 1851 vier ehemalige Concorden, die der Würzburger Runde angehörten, zur Schulschlussfeier in Aschaffenburg weilten, gründeten sie mit sechs Abiturienten, die in Würzburg studieren wollten, die „Gesellschaft der Aschaffenburger“. Bald darauf wurden die Farben der Heimatstadt als Bundeszeichen eingeführt und der Verbindungsname Asciburgia (latinisierte Form von Aschaffenburg) angenommen. Bis 1868 ergänzte man sich ausschließlich aus Aschaffenburgern.
Von mehreren Abspaltungen erfolgte die erste im Jahre 1867. Vier Asciburgen verließen ihren Bund und gründeten mit Würzburger Gymnasialabsolventen den „Akademischen Verein“ (heute Burschenschaft Adelphia).
Drei Jahre später spaltete sich wieder eine Fraktion ab, diesmal vorwiegend Norddeutsche, die sich zu einer „Studentischen Gesellschaft Zeitgenossen“ formten. Zunächst unter diesem Namen an der Universität als Korporation registriert, benannte man sich bald in „Saxonia“ um, musste aber 1904 wieder suspendieren. Die Altherrenschaft schloss sich 1921 mit einem Teil der vertagten Landsmannschaft Makaria zur Saxo-Makaria zusammen, einem der beiden Stammbünde der heutigen Landsmannschaft Alemannia Makaria.
Als Zeichen fortschreitender Entwicklung machte Asciburgia den Besuch von Fechtkursen für alle Aktiven obligatorisch, schaffte Wichs an und legte sich 1885 Couleur und eigene Waffen zu.

### Landsmannschaft oder Turnerschaft
Am 1. November 1887 wurde mit der freien Studentenverbindung Teutonia (dem früheren Akademischen Pharmazeutenverein und der jetzigen Landsmannschaft Teutonia Würzburg) ein Paukverhältnis abgeschlossen. 1891 versuchte Asciburgia, dem Coburger Landsmannschafter-Convent (CLC) beizutreten. Da kurz zuvor das Verhältnis mit Teutonia zerfallen war, die Teutonen aber zuerst einen Antrag auf Aufnahme in den CLC gestellt hatten, kam Asciburgias Beitritt nicht zustande.
Eine totale Kehrtwendung der Aktivitas war die Folge. Sie wandelte sich zur Turnerschaft um, ein Prozess, der in kürzester Zeit durchgepeitscht wurde und an dem der Bund fast zerbrechen sollte. Nur 36 Alte Herren hielten der neuen Turnerschaft die Treue. Am 15. Januar 1895 erfolgte die Aufnahme in den Vertreter-Convent (VC).

### Die zwei Weltkriege
Nach einer langen Suspendierung erholte sich Asciburgia schnell wieder. 1914 zogen 61 Bundesbrüder ins Feld. Mancher von ihnen kehrte nicht mehr zurück. Viel beachtet wurde damals der Fall Valentin Öhrleins, der im November 1914 in Flandern fiel und erst Monate später durch sein auf der Haut getragenes Burschenband mit eingesticktem Zirkel identifiziert werden konnte.
Trotz schwierigster wirtschaftlicher Verhältnisse brachte die Zeit nach 1918 wieder einen beträchtlichen Aufschwung. Am 30. März 1925 konnte erstmals ein eigenes Verbindungshaus in der Kirchbühlstr. 18 bezogen werden. Die gedeihliche Entwicklung endete 1934. Während sich die Korporationen bis 1933 gegen den NSDStB gut behaupten konnten, wurde jetzt die Lage schlechter. Der Nachwuchs blieb aus, so dass die Turnerschaft am 28. Februar 1935 abermals die Fahne einziehen musste.
Die Empfehlung an Aktive und an Alte Herren, der Burschenschaft Cimbria beizutreten, wurde von einem großen Teil der Bundesbrüder befolgt, wodurch Asciburgia zunächst als Zweibändergruppe innerhalb der Cimbria, später mit deren Altherrenverband (AHV) in den Kameradschaften „Ulrich von Hutten“ (1939 bis 30. November 1942) und „Manfred von Richthofen“ (1. Dezember 1942 bis 1945) am zeitgemäßen Korporationsleben Anteil hatte.

### Nachkriegszeit bis heute
Nach Kriegsende lebte Asciburgia anfangs weiterhin in der 1949 reaktivierten Cimbria fort. Erst 1953 legten einige Bundesbrüder das Cimbernband nieder und beschlossen, die alte Turnerschaft wieder ins Leben zu rufen. Dies geschah schließlich 1957 mit nur wenig mehr als 40 Alten Herren. Seither hat sich Asciburgia recht dynamisch entwickelt, so dass 1964 zum zweiten Mal ein eigenes Haus in der Veitshöchheimer Str. 30 erworben werden konnte. Ein paar Jahre später musste Asciburgia wieder umziehen, da eine ICE-Trasse durch das Grundstück verlegt wurde. Deswegen zogen die Asciburgen 1984 in das heutige Haus, in die Salvatorstraße 16.

## Bekannte Mitglieder
- Albrecht Erlenmeyer (1849–1926), Psychiater
- Hartwig Henze (* 1938), Richter am Bundesgerichtshof (BGH)
- Otto Quante (1875–1947), Maler